# Bristsjukdom
En bristsjukdom är en näringsrubbning som uppstår till följd av att en person inte har fått i sig tillräckligt mycket av ett specifikt näringsämne.
Exempel på bristsjukdomar är anemi (blodbrist), som orsakas av järnbrist; skörbjugg, som orsakas av brist på C-vitamin; beriberi, som orsakas av brist på vitamin B1; pellagra, som orsakas av brist på vitamin B3; och rakit, som orsakas av brist på vitamin D. Även så kallad kaninsvält räknas som en bristsjukdom.